# 경부고속도로의 역사

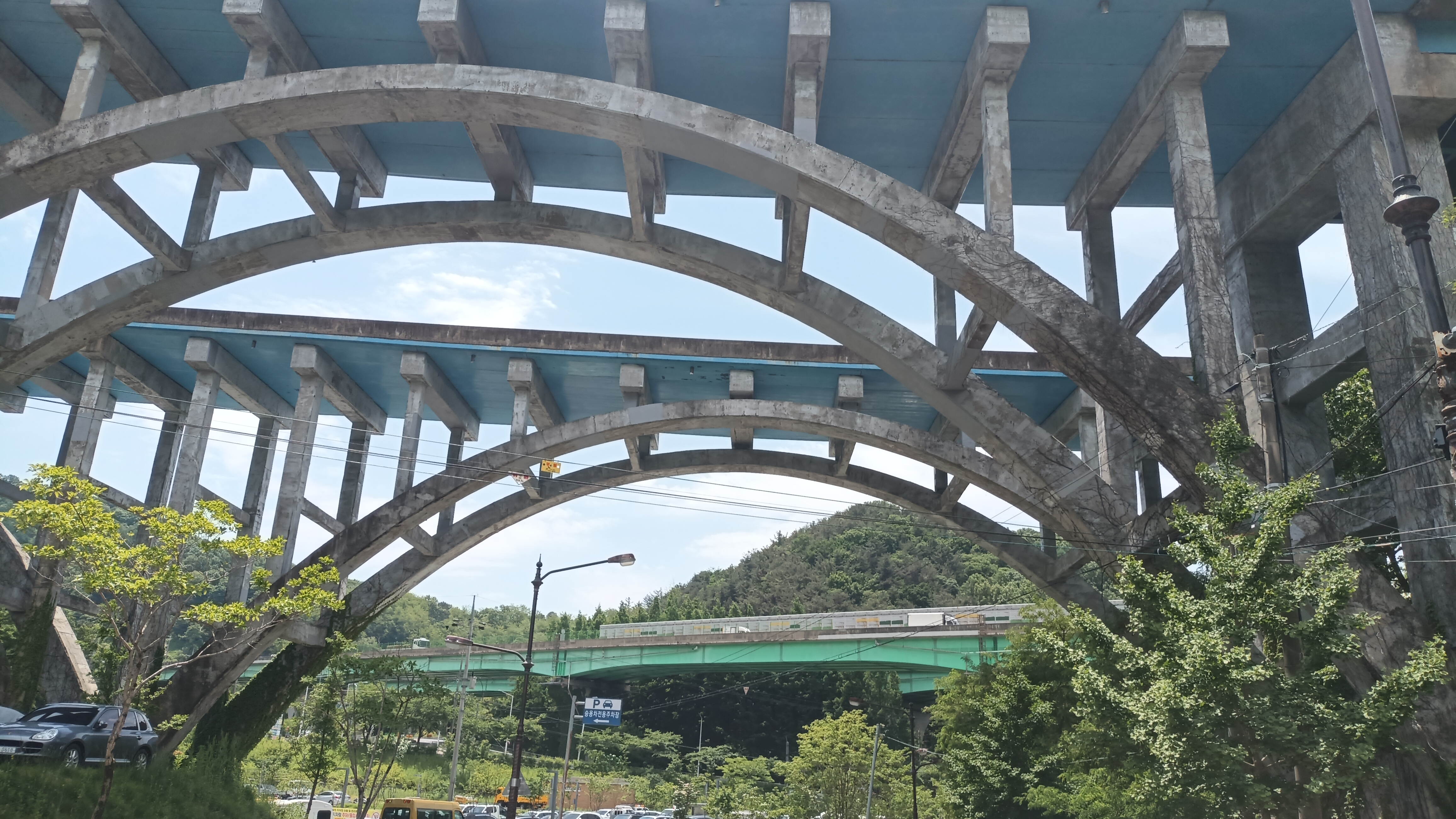
대전광역시 대덕구 비래동의 구 경부고속도로 대전육교와 뒤로 보이는 신 경부고속도로 가양대교

경부고속도로의 역사는 경부고속도로의 건설 및 개통 등의 과정을 거치는 변천사다.

## 구 경부고속도로
대전광역시 동구, 충청북도 옥천군과 영동군 곳곳에는 구 경부고속도로가 남아 있으며 이중 일부는 현재도 도로로 사용되고 있다. 아래는 구 경부고속도로의 사진이다. 
구 경부고속도로
- 옥천군 군북면 증약리, 대덕터널 입구 (대전방향)
- 대전광역시 동구 신상동 (전방의 교차로는 원래 있던 것이 아니라 고속도로 해지 후 새로 생긴 것이다.)
- 대전광역시 동구 신상동, 신상교
- 대전광역시 동구 신상동
- 대전광역시 동구 비룡동, 대전터널 입구 (대전방향)
- 대전광역시 대덕구 비래동, 대전육교
- 대전광역시 대덕구 비래동, 대전터널 입구 (대구방향)
- 옥천군 군북면 증약리
- 옥천군 동이면 우산리
- 옥천군 동이면 우산리
- 옥천군 당재터널
- 옥천군 청성면 묘금리
- 옥천군 청성면 묘금리

## 개요
경부고속도로가 완공되기 전 부산과 서울을 통행하는 가장 빠른 방법이 경부선 철도를 이용하는 것이었다. 경부고속도로는 서울과 부산을 5시간 안으로 연결하는 사업으로, 기공 전에는 현실성 등의 이유로 논란이 많았다. 경부고속도로는 429억원이 투입되어 1968년 2월 1일부터 1970년 7월 7일까지 2년 5개월만에 완공 되었고, 연인원 892만 8천명과 165만대의 장비가 투입된 대형 사업이었고, 77명이 건설과정에서 사망하였다. 특히 당재터널 공사 시에는 연약한 창리층의 지반이 붕괴하는 사고가 13번이나 발생하여 11명이 사망하였다. 16개의 업체와 3개 건설공병단이 참여하여 건설하였다. 2014년 승용차의 서대전 - 부산 간 통행 요금은 13,800원이나 1970년에는 1,000원이었다. 경부고속도로가 개통 되자 고속버스도 운행을 시작하였다. 1970년 당시 서울 - 부산간 고속버스 요금은 성인 1명 기준 1,600원이었으나, 2019년 3월 1일 인상 기준 서울 - 부산간 고속버스 요금은 일반고속 기준으로 24,200원이다.

## 연혁
- 1967년 11월 7일 : 정부 여당연석회의에서 경부고속도로 건설을 박정희 전 대통령이 지시[2]
- 1967년 12월 1일 : 총리를 위원장으로 하는 국가기간고속도로건설추진위원회 구성[2]
- 1967년 12월 15일 : 대통령령 제3300호에 따라 국가기간고속도로 건설계획조사단 설치[2]
- 1967년 12월 19일 : 청와대에서 제1차국가기간고속도로 추진위원회 개최[2]
- 1968년 1월 4일 : 박정희 대통령의 첫 공중 및 지상노선 답사[2]
- 1968년 1월 12일 : 서울 ~ 대전간 노선 확정[2]
- 1968년 1월 20일 : 서울 압구정동에서 용인 기흥면까지 (잠원 나들목 ~ 수원 나들목)를 2급국도 제97호선 서울~수원선으로 지정[3]
- 1968년 1월 29일 : 건설부령 제48호로 서울 ~ 부산간고속도로공사사무소 설치[2]
- 1968년 2월 1일 :  고속도로 기공식[2]
- 1968년 4월 3일 : 수원 ~ 대전 구간 기공식[2]
- 1968년 5월 2일 : 당시 야당인 신민당은 제65회 국회본회의 제13차 회의에서 고속도로 건설을 위한 차관도입 협상시 6개 고속도로 중 경부고속도로 건설을 후순위에 놓겠다는 세계은행과의 합의를 깨고 경부고속도로 건설을 최우선을 진행하는 이유가 무엇인지에 대한 질문과 고속도로 건설비용 부족분을 유류세 인상을 통해 해결하겠다는 정부의 정책을 비판하는 박병배 신민당 의원의 발언이 있었다.[4]
- 1968년 9월 11일 : 대구 ~ 부산 구간 기공식[2]
- 1968년 10월 18일 : 대전 ~ 대구 구간 노선 확정을 통해 경부고속도로 전구간 노선 확정[2]
- 1968년 12월 21일 : 잠원 나들목(한남대교 남단) ~ 수원 나들목 구간 22.4km 개통[5]
- 1968년 12월 30일 : 수원 나들목 ~ 오산 나들목 13.8km 구간 개통[6]
- 1969년 4월 8일 : 서울 세종로에서 부산 영도까지를 1급국도 제1-1호선 서울부산선으로 지정, 노선 번호 변경[7]
- 1969년 9월 2일 : 오산 나들목 ~ 천안 나들목 38.1km 구간 개통[8]
- 1969년 12월 10일 : 천안 나들목 ~ 대전 나들목 67km 구간 개통[9]
- 1969년 12월 26일 : 제3한강교 남단 ~ 부산시 동래구 구서동 428km 구간을 고속교통구역으로 지정[10]
- 1969년 12월 29일 : 동대구 나들목 ~ 구서 나들목 123km 구간 개통[11]
- 1970년 7월 7일 : 대전 나들목 ~ 동대구 나들목 152km 구간 개통,[12] 이에 따라 모든 구간이 왕복 4차로 도로로 개통되었다.
- 1970년 8월 21일 : 추풍령휴게소 부근에서 추풍령 고속버스 추락 참사가 발생[13]
- 1970년 12월 30일 : 회덕 분기점 개통[14]
- 1971년 1월 1일 : 최초 휴게소인 추풍령휴게소 개설
- 1971년 3월 7일 : 최초 추풍령휴게소 안에 주유소 개설
- 1971년 4월 13일 : 서울특별시 성동구 신사동 ~ 부산시 동래구 구서동 428km 구간에 도로구역 결정으로 고속도로 부지 확정[15]
- 1971년 8월 31일 : 서울 중구 세종로 ~ 부산시 중구 대교동 구간을 고속국도 제1호선 서울 ~ 부산선으로 지정[16]
- 1971년 9월 3일 : 양재 나들목 개통[17]
- 1971년 11월 15일 : 판교 나들목 착공[18]
- 1971년 12월 1일 : 신갈 분기점 개통[19]
- 1972년 5월 25일 : 판교 나들목 개통[18]
- 1973년 11월 1일 : 추풍령 나들목 확장 개통[20]
- 1977년 6월 14일 : 망향휴게소 확장을 위해 충청남도 천원군 성거면 요방리 일대 도로구역 결정[21]
- 1978년 6월 22일 : 기점을 '서울특별시 종로구 세종로'에서 '서울특별시 강남구 압구정동'으로, 종점을 '부산시 중구 대교동'에서 '부산시 동래구 구서동'으로 단축함.[22]
- 1979년 6월 1일 : 서울 기점 260.1km 위치에 낙동 나들목 개통[23]
- 1979년 8월 31일 : 버스정류장 및 주차장 설치를 위해 충청남도 천원군 성거면 요방리 460m 구간을 도로구역으로 결정[24]
- 1981년 11월 7일 : 경부고속도로(경부선)로 노선명 변경[25]
- 1983년 5월 24일 : 신탄진 나들목 건설을 위해 충청남도 대덕군 신탄진읍 덕암리 700m 구간 도로구역 변경[26]
- 1983년 12월 12일 : 신탄진 나들목 개통[27]
- 1984년 1월 21일 : 내남정류소 설치를 위해 경상북도 월성군 내남면 이조리 520m 구간 도로구역 변경[28]
- 1984년 2월 7일 : 낙동휴게소 건설을 위해 경상북도 칠곡군 왜관읍 반계동 ~ 아곡동 1.9km 구간 도로구역 변경[29]
- 1984년 3월 2일 : 평사휴게소 확장을 위해 경상북도 경산군 진량면 평사리 110m 구간 도로구역 변경[30]
- 1984년 4월 30일 : 대창정류소 설치를 위해 경상북도 영천군 금호읍 오계동 ~ 대창면 병암리 420m 구간 도로구역 변경[31]
- 1984년 5월 18일 : 부산리휴게소 (하행) 건설을 위해 경기도 용인군 기흥면 공세리 ~ 고매리 1.1km 구간 도로구역 변경[32]
- 1984년 8월 10일 : 청원 나들목 건설을 위해 충청북도 청원군 부용면 외천리 920m 구간 도로구역 변경[33]
- 1984년 11월 30일 : 청원 나들목 개통[34]
- 1985년 1월 14일 : 경산 나들목 진입도로 개량 공사로 인해 경상북도 경산군 진량면 보인동 ~ 신상동 800m 구간 도로구역 변경[35]
- 1985년 2월 19일 : 서울 요금소 확장 공사로 인해 서울특별시 강남구 원지동 1.7km 구간 도로구역 변경[36]
- 1985년 4월 15일 : 옥산정류소 설치를 위해 충청북도 청원군 옥산면 오산리 ~ 가락리 540m 구간 도로구역 변경[37]
- 1985년 5월 17일 : 회덕 분기점 ~ 남이 분기점 21.7km 구간 왕복 6차로 확장 공사 착공
- 1985년 5월 23일 : 망향휴게소 확장을 위해 충청남도 천원군 성거면 요방리 350m 구간 도로구역 변경[38]
- 1985년 10월 24일 : 독립기념관 나들목 건설을 위해 충청남도 천원군 성남면 용원리 ~ 목천면 남화리 900m 구간 도로구역 변경[39]
- 1985년 12월 11일 : 서울 요금소 이전 계획에 의해 서울특별시 서초구 원지동 1.7km 구간 도로구역 변경[40]
- 1986년 1월 16일 : 서울 요금소 이전 설치를 위해 경기도 성남시 궁내동 700m 구간 도로구역 변경[41]
- 1986년 12월 19일 : 달래내고개 완속차선 설치로 인해 서울특별시 강남구 신원동 ~ 경기도 성남시 금토동 3.52km 구간 도로구역 변경[42]
- 1987년 3월 24일 : 천안삼거리휴게소 확장 공사로 인해 충청남도 천안시 구성동 120m 구간 도로구역 변경[43]
- 1987년 8월 15일 : 독립기념관 개관과 함께 독립기념관 나들목 개통
- 1987년 10월 5일 : 서울 요금소를 서울특별시 강남구 원지동에서 성남시 분당구 궁내동으로 이설.[44] 이로 인해 판교 나들목의 판교영업소 폐지 및 경부고속도로 통행요금 기산점을 판교 나들목으로 변경하고 경부고속도로 시점 ~ 판교 나들목 구간 무료화.[45]
- 1987년 11월 26일 : 서울만남의광장휴게소 설치를 위해 서울특별시 서초구 원지동 100m 구간 도로구역 변경[46]
- 1987년 12월 3일 : 회덕 분기점 ~ 남이 분기점 21.7km 구간 왕복 6차로 확장 완료
- 1988년 4월 12일 : 추풍령휴게소 (상행) 확장을 위해 경상북도 금릉군 봉산면 광천리 400m 구간 도로구역 변경[47]
- 1988년 4월 20일 : 옥천 나들목 확장 공사로 인해 충청북도 옥천군 옥천읍 삼양동 100m 구간 도로구역 변경[48]
- 1988년 6월 24일 : 구 서울 요금소 부지에 서울만남의광장휴게소 신설 개장[49]
- 1988년 6월 : 양재 나들목 입체화 개통
- 1988년 7월 23일 : 옥산휴게소 확장 공사로 인해 충청북도 청원군 옥산면 오산리 250m 구간 도로구역 변경[50]
- 1989년 11월 16일 : 경주 나들목 차선 확장 공사로 인해 경상북도 경주시 율동 172m 구간 도로구역 변경[51]
- 1990년 1월 4일 : 수원 나들목 ~ 양재 나들목 구간 왕복 6차선 확장공사로 인해 서울특별시 서초구 양재동 ~ 경기도 용인군 기흥읍 상갈리 15.2km 구간 도로구역 변경[52]
- 1990년 5월 12일 : 천안 나들목 차선 확장 공사로 인해 충청남도 천안시 신부동 646m 구간 도로구역 변경[53]
- 1990년 9월 1일 : 서대구 나들목 이설 공사로 인해 대구직할시 북구 조야동 ~ 서변동 3.246km 구간 도로구역 변경[54]
- 1991년 1월 3일 : 죽암휴게소 (하행) 신설 공사로 인해 충청남도 청원군 현도면 선동리 1.07km 구간 도로구역 변경[55], 양산 분기점 건설 공사로 인해 경상남도 양산군 양산읍 북부리 ~ 동면 내송리 4.33km 구간 도로구역 변경[56]
- 1991년 1월 31일 : 양재 나들목 ~ 수원 나들목 구간 왕복 8차로 확장 공사로 인해 서울특별시 서초구 양재동 ~ 경기도 용인군 기흥읍 상갈리 18.53km 구간 도로구역 변경[57]
- 1991년 5월 13일 : 수원 나들목 ~ 양재 나들목 18.5km 구간 왕복 8차로 확장 공사 착공
- 1991년 6월 27일 : 수원 나들목 ~ 청원 나들목 구간 왕복 6~8차로 확장 공사로 인해 경기도 용인군 기흥읍 보라리 ~ 충청북도 청원군 남이면 척북리 94.8km 구간 도로구역 변경[58]
- 1991년 7월 4일 : 건천 나들목 건설을 위해 경상북도 경주군 건천읍 천포리 ~ 송선리 900m 구간 도로구역 변경[59]
- 1991년 8월 13일 : 남이 분기점 ~ 청원 나들목 8.3km 구간 왕복 8차로 확장 완료
- 1991년 9월 27일 : 남이 ~ 현도 구간 확장 및 청주 나들목 이설을 위해 충청북도 청원군 남이면 ~ 현도면 5.01~7.11km 구간 도로구역 변경[60]
- 1991년 10월 31일 : 판교 분기점 개통
- 1992년 2월 10일 : 서대구 나들목 이설로 인해 대구직할시 북구 서변동 1.4km 구간 도로구역 변경[61]
- 1992년 2월 13일 : 건천휴게소 신설 공사로 인해 경상북도 경주군 건천읍 방내리 ~ 조전리 760m 구간 도로구역 변경[62]
- 1992년 3월 13일 : 안성휴게소 신설 공사로 인해 경기도 평택시 월곡동 ~ 안성군 원곡면 반제리 1.2km 구간 도로구역 변경, 천안휴게소 신설 공사로 인해 충청남도 천원군 성남면 대화리 ~ 수신면 신풍리 1.4km 구간 도로구역 변경, 안성 나들목 요금소 확장 공사로 인해 경기도 안성군 공도읍 승두리 100m 구간 도로구역 변경[63]
- 1992년 4월 29일 : 종점을 '부산직할시 동래구 구서동'에서 '부산직할시 금정구 구서동'으로 변경[64]
- 1992년 7월 14일 : 수원 나들목 ~ 양재 나들목 18.5km 구간 왕복 8차로 확장 완료
- 1992년 12월 31일 : 반포 나들목 ~ 양재 나들목 구간 왕복 6~8차선 확장 공사로 인해 서울특별시 서초구 반포동 ~ 양재동 5.16km 구간 도로구역 변경[65]
- 1993년 7월 7일 : 청원 나들목 ~ 수원 나들목 100.1km 구간 왕복 6 ~ 8차로 확장 완료 (1993년 1월 21일 서울 ~ 대전 확장 공사 구간 임시 개방)
- 1993년 9월 2일 : 황간휴게소 신설 공사로 인해 충청북도 영동군 황간면 회포리 848m 구간 도로구역 변경[66]
- 1993년 9월 16일 : 옥천휴게소 (상행) 신설 공사로 인해 충청북도 옥천군 옥천읍 매화리 505m 구간 도로구역 변경[67]
- 1993년 12월 27일 : 건천 나들목 개통[68]
- 1994년 7월 30일 : 서초 나들목부더 신탄진 나들목까지 하행선만 중앙버스전용차로 시범 운영
- 1994년 8월 16일 : 고속도로 폐쇄식 영업 구간 내 전체 요금소 기존 출발 요금소에서 도착지를 사전에 약정하여 이용권을 선불 징수를 통해 구매한 후 도착지 요금에서 이용권을 반납하는 방식에서 출발지 요금소에서 진입 이용권 수취 후 도착지 요금소에서 구간 이용에 대한 요금을 정산하는 방식으로 변경
- 1994년 9월 17일 : 서초 나들목부더 신탄진 나들목까지 대한민국내 최초로 중앙버스전용차로가 지정되어서, 대중교통 이용의 효율성을 높이고 있다.(1994 추석 연휴 당시엔 하행선 만 운영 1995년 설 연휴부터 양방향 운영)
- 1994년 10월 4일 : 1995년 6월까지 판교 분기점 ~ 판교 나들목 분리차선 설치로 인해 경기도 성남시 분당구 삼평동 ~ 판교동 2.7km 구간 도로구역 변경[69]
- 1994년 10월 21일 : 1997년 12월까지 청원 나들목 ~ 회덕 분기점 왕복 8차로 확장공사로 인해 충청북도 청원군 현도면 죽암리 ~ 대전직할시 대덕구 신대동 14.465km 구간 도로구역 변경[70][71]
- 1994년 11월 4일 : 1995년 12월까지 수원 나들목 요금소 확장을 위해 경기도 용인군 기흥읍 상갈리 ~ 영덕리 528m 구간 도로구역 변경[72]
- 1995년 1월 18일 : 1996년 6월까지 입장휴게소 건설을 위해 충청남도 천안군 입장면 가산리 1km 구간 도로구역 변경[73]
- 1995년 1월 25일 : 1995년 12월까지 오산 나들목 요금소 확장 공사로 인해 경기도 오산시 원동 366m 구간 도로구역 변경[74]
- 1995년 2월 : 천안 나들목 ~ 서울 구간, 신탄진 나들목 ~ 남이 분기점 구간이 왕복 6차로에서 왕복 8차로로 확장되었다.
- 1995년 3월 18일 : 안성 나들목 요금소 확장 공사로 인해 경기도 안성군 공도면 승두리 700m 구간 도로구역 변경[75]
- 1995년 7월 11일 : 경산 나들목 이설 공사로 인해 경상북도 경산시 하양읍 환상리 ~ 진량면 선화리 1.5km 구간 도로구역 변경[76]
- 1995년 9월 7일 : 양재 나들목 ~ 반포 나들목 5.2km 구간 왕복 6차로 확장 완료
- 1995년 10월 7일 : 1999년 12월까지 회덕 ~ 증약 구간 왕복 6차로 확장 공사로 인해 대전광역시 대덕구 신대동 ~ 충청북도 옥천군 군북면 증약리 15.6km 구간을 14.7km로 도로구역 변경[77]
- 1996년 1월 12일 : 1996년 12월까지 판교 나들목 요금소 확장 공사로 인해 경기도 성남시 분당구 판교동 80m 구간 도로구역 변경[78]
- 1996년 3월 25일 : 1998년 12월까지 언양 나들목 이설 공사로 인해 경상남도 울주군 삼남면 교동리 730m 구간 도로구역 변경[79]
- 1996년 5월 16일 : 천안 나들목 요금소 확장 공사로 인해 충청남도 천안시 신부동 97m 구간 도로구역 변경[80]
- 1996년 7월 1일 : 종점을 '부산직할시 금정구 구서동'에서 '부산광역시 금정구 구서동'으로 변경[81]
- 1996년 11월 18일 : 1998년 12월까지 추풍령 구간 선형개량 공사로 인해 충청북도 영동군 추풍령면 추풍령리 ~ 경상북도 김천시 봉산면 광천리 1.75km 구간 도로구역 변경[82], 1998년 12월까지 부산 요금소 차선 확장 공사로 인해 부산광역시 금정구 두구동 ~ 선동 845m 구간 도로구역 변경[83]
- 1997년 4월 24일 : 1998년 12월까지 수락휴게소 (상행) 설치 공사로 인해 충청북도 청원군 옥산면 사정리 ~ 수락리 600m 구간 도로구역 변경[84]
- 1997년 6월 2일 : 1998년 12월까지 경주휴게소 (하행) 설치 공사로 인해 경상북도 경주시 내남면 월산리 1.12km 구간 도로구역 변경[85]
- 1997년 6월 3일 : 1998년 12월까지 옥천휴게소 (하행) 설치 공사로 인해 충청북도 옥천군 옥천읍 매화리 1.09km 구간 도로구역 변경[86][87]
- 1997년 7월 10일 : 1998년 12월까지 신탄진휴게소 설치 공사로 인해 대전광역시 대덕구 상서동 1.96km 구간 도로구역 변경[88]
- 1997년 7월 12일 : 2001년 12월까지 옥천 ~ 영동 구간 선형개량 공사로 인해 충청북도 옥천군 동이면 금암리 ~ 영동군 용산면 부상리 12.7km 구간을 11.5km로 도로구역 변경[89]
- 1997년 9월 4일 : 1998년 12월까지 김천 나들목 요금소 차선 확장 공사로 인해 경상북도 김천시 교동 320m 구간 도로구역 변경[90]
- 1998년 3월 7일 : 2002년 12월까지 구미 ~ 금호 구간 왕복 8차로 확장 공사로 인해 경상북도 김천시 아포읍 송천리 ~ 대구광역시 북구 사수동 42.4km 구간 도로구역 변경[91]
- 1998년 7월 4일 : 1999년 12월까지 안성 나들목 요금소 차선 확장 공사로 인해 경기도 안성군 공도면 승두리 ~ 진사리 360m 구간[92], 목천 나들목 요금소 차선 확장 공사로 인해 충청남도 천안시 목천면 운전리 220m 구간 도로구역 변경[93]
- 1998년 8월 26일 : 경산 나들목 이설[94]
- 1998년 9월 21일 : 2002년까지 금호 ~ 동대구 구간 왕복 8차로 확장 공사로 인해 대구광역시 북구 사수동 ~ 동구 신평동 18.205km 구간을 18.32km로 도로구역 변경[95]
- 1998년 9월 30일 : 회덕 분기점 ~ 청원 나들목 14.3km 구간 왕복 8차로 확장 완료
- 1998년 12월 18일 : 2001년 12월까지 미호교 개량 및 왕복 6차로 확장 공사로 인해 울산광역시 울주군 두서면 미호리 ~ 전읍리 1.1km 구간 도로구역 변경[96]
- 1999년 2월 25일 : 2003년 12월까지 천안 나들목 ~ 천안 분기점 구간 왕복 8차로 확장 공사로 인해 충청남도 천안시 신부동 ~ 삼룡동 7.47km 구간 도로구역 변경[97]
- 1999년 3월 29일 : 2003년까지 비룡 ~ 옥천 구간 왕복 6차로 확장 공사로 인해 충청북도 옥천군 군북면 증약리 ~ 옥천읍 문정리 5.82km 구간 도로구역 변경[98]
- 1999년 5월 7일 : 2002년 12월까지 양재 나들목 개량 공사로 인해 서울특별시 강남구 양재동 ~ 원지동 1.16km 구간을 1.36km로 도로구역 변경[99]
- 1999년 6월 30일 : 대전 나들목 ~ 회덕 분기점 5.8km 구간 왕복 6차로 확장 완료
- 1999년 9월 6일 : 비룡 분기점 ~ 회덕 분기점 9.5km 구간 왕복 6차로 확장 완료
- 2000년 7월 14일 : 김천 나들목 ~ 추풍령 나들목 구간에서 추풍령 고갯길 참사가 발생하였다.
- 2000년 9월 5일 : 서울산 나들목 개통[100]
- 2000년 9월 26일 : 2002년까지 외천교 ~ 가달동 구간 선형변경 공사로 인해 대구광역시 북구 팔달동 ~ 노곡동 1.5km 구간 도로구역 변경[101]
- 2000년 10월 26일 : 2004년까지 동대구 ~ 영천 구간 왕복 8차로 확장 공사로 인해 대구광역시 동구 부동 ~ 경상북도 영천시 본촌동 26.2km 구간 도로구역 변경[102]
- 2001년 3월 16일 : 2005년까지 언양 ~ 부산 구간 왕복 6차로 확장 공사로 인해 울산광역시 울주군 언양읍 동부리 ~ 부산광역시 금정구 구서동 36.98km 구간 도로구역 변경[103]
- 2001년 3월 23일 : 2003년 12월까지 청원 나들목 개량 공사로 인해 충청북도 청원군 부용면 외천리 480m 구간 도로구역 변경[104]
- 2001년 8월 25일 : 기점과 종점을 각각 서울 → 부산에서 부산 → 서울로 변경.[105]
- 2001년 9월 28일 : 2005년까지 김천 ~ 구미 구간 왕복 8차로 확장 공사로 인해 경상북도 김천시 삼락동 ~ 아포읍 송천리 15.7km 구간[106], 영동 ~ 김천 구간 왕복 6차로 확장 공사로 인해 충청북도 영동군 용산면 한곡리 ~ 김천시 삼락동 33.02km 구간 도로구역 변경[107], 김천 분기점 개통
- 2001년 10월 22일 : 2003년 12월까지 충청북도 옥천군 동이면 ~ 영동군 용산면 구간 선형개량 공사로 인해 충청북도 옥천군 동이면 조령리 ~ 영동군 용산면 부상리 3.7km 구간 도로구역 변경[108]
- 2001년 12월 6일 : 2002년 12월까지 안성휴게소 (하행) 확장 공사로 인해 경기도 평택시 월곡동 200m 구간 도로구역 변경[109]
- 2002년 2월 18일 : 2004년까지 한남 ~ 반포 구간 왕복 8차로 확장 공사로 인해 서울특별시 서초구 잠원동 한남대교남단 ~ 반포동 반포 나들목 2.4km 구간 도로구역 변경[110]
- 2002년 11월 25일 : 양재 나들목 ~ 한남대교 남단 구간이 자동차 전용도로로 지정되었다.[111]
- 2002년 12월 5일 : 종점을 '서울특별시 강남구'에서 '서울특별시 서초구'로 단축. 이에 따라 양재 나들목 ~ 한남대교 구간이 고속도로 지정 해제[112] 천안 분기점 ~ 천안 나들목 6.7km 구간 왕복 8차로 확장 완료
- 2002년 12월 12일 : 안성 분기점 개통
- 2002년 12월 23일 : 천안 분기점 개통
- 2003년 3월 3일 : 2008년까지 경주 나들목 ~ 언양 분기점 구간 왕복 왕복 8차로 확장 공사로 인해 경상북도 경주시 율동 ~ 울산광역시 울주군 언양읍 동부리 26.58km 구간 도로구역 변경[113]
- 2003년 4월 2일 : 2003년 12월까지 기흥 나들목 간이요금소 설치 공사로 인해 경기도 용인시 기흥읍 고매리 200m 구간 도로구역 변경[114]
- 2003년 4월 11일 : 2011년까지 영천 나들목 ~ 경주 나들목 구간 왕복 6 ~ 8차로 확장 공사로 인해 경상북도 영천시 본촌동 ~ 경주시 율동 28.12km 구간 도로구역 변경[115]
- 2003년 8월 19일 : 2004년 12월까지 대전 나들목 요금소 차로 확장 공사로 인해 대전광역시 대덕구 비래동 1km 구간 도로구역 변경[116]
- 2003년 10월 1일 : 부산 요금소 차선 확장 공사 기간을 2005년 12월로 연기[117]
- 2003년 : 영동1터널 ~ 옥천1터널 구간 직선화 개통
- 2003년 12월 23일 : 동대구 나들목 ~ 김천 분기점 71.8km 구간 왕복 8차로 확장 완료, 청원휴게소 신설 개장
- 2003년 12월 26일 : 금강휴게소 리모델링 완료, 재개장
- 2003년 12월 29일 : 부산방향 옥산휴게소가 화물휴게소로 재개장
- 2004년 1월 8일 : 2005년까지 노포 나들목 건설을 위해 울산광역시 울주군 언양읍 동부리 ~ 부산광역시 금정구 구서동 36.98km 구간 도로구역 변경[118]
- 2004년 5월 22일 : 2004년 12월까지 동대구 ~ 구미 구간 확장 공사를 위해 경상북도 김천시 아포읍 송천리 ~ 대구광역시 동구 신평동 60.78km 구간 도로구역 변경[119]
- 2004년 12월 7일 : 도동 분기점 개통
- 2005년 4월 4일 : 2006년 12월까지 승두교 전면 개량 공사로 인해 경기도 안성시 공도면 승두리 1.06km 구간 도로구역 변경[120]
- 2005년 6월 23일 : 2006년 12월까지 경기도 오산시 구간 선형 개량 공사로 인해 경기도 오산시 원동 ~ 오산동 1km 구간 도로구역 결정[121]
- 2005년 11월 4일 : 옥산휴게소 (서울방향) 폐쇄
- 2005년 11월 14일 : 구서 나들목 ~ 양산 분기점 14.51km 구간 왕복 6차로 확장 완료, 노포 나들목 개통[122]
- 2005년 11월 28일 : 2006년까지 김천휴게소 설치 공사로 인해 경상북도 김천시 교동 ~ 아포읍 봉산리 12.89km 구간 도로구역 변경[123]
- 2005년 12월 6일 : 2007년까지 충청북도 청원군 남이면 구간 선형 개량 공사로 인해 충청북도 청원군 남이면 척산리 ~ 석실리 구간 도로구역 변경[124]
- 2005년 12월 13일 : 옥천 나들목 ~ 증약 지점 5.82km 구간 왕복 6차로 확장 완료[125]
- 2005년 12월 14일 : 경산 나들목 ~ 동대구 나들목 9.39km 구간 왕복 8차로 확장 완료[126], 양산 분기점 ~ 언양 분기점 22.44km 구간 왕복 6, 8차로 확장 개통[127]
- 2006년 1월 25일 : 중앙고속도로 대동 분기점 ~ 동대구 분기점 민자구간 개통으로 인해 동대구 나들목이 중앙고속도로로 이설, 기존 동대구 나들목은 동대구 분기점으로 변경[128]
- 2006년 1월 26일 : 한남대로 남단 ~ 양재 나들목 6.83km 구간을 서울특별시도 제06호선 경부간선도로로 지정[129]
- 2006년 3월 30일 : 영동 ~ 김천 구간 왕복 6차로 확장 공사 기간을 2006년으로 연기[130]
- 2006년 6월 22일 : 2010년까지 기흥 나들목, 수원 나들목, 판교 나들목 3개소 개량 및 서울 요금소 확장 공사로 인해 경기도 용인시 기흥구 고매동 ~ 성남시 분당구 판교동 20.9km 구간 도로구역 변경[131]
- 2006년 6월 28일 : 기흥 나들목 ~ 판교 분기점 28.7km 구간 왕복 8 ~ 10차로 확장 공사 착공
- 2006년 10월 27일 : 2008년 12월 31일까지 양재 나들목 개량 공사로 인해 서울특별시 서초구 양재동 ~ 원지동 1.143km 구간 도로구역 변경[132]
- 2006년 11월 8일 : 영천 나들목 ~ 경산 나들목 16.42km 구간 왕복 6 ~ 8차로 확장 완료[133]
- 2006년 12월 13일 : 김천 분기점 ~ 영동 나들목 47.2km 구간 왕복 6차로 확장 완료[134]
- 2007년 6월 18일 : 2009년까지 칠곡물류 나들목 신설을 위해 경상북도 칠곡군 지천면 연화리 1.2km 구간 도로구역 변경[135]
- 2007년 11월 28일 : 청원 분기점 개통
- 2008년 1월 28일 : 기흥 이설 나들목 개통
- 2008년 5월 9일 : 기흥 ~ 판교 구간 왕복 10차로 확장 공사로 인해 경기도 화성시 동탄면 영천리 ~ 성남시 분당구 판교동 20.9km 구간 도로구역 변경[136]
- 2008년 6월 11일 : 판교 임시 나들목 개통
- 2008년 7월 1일 : 오산 나들목에서 한남대교까지 평일 6시부터 22시까지 평일 버스전용차로 제도가 시범 실시되기 시작했다. 주말 버스전용차로는 한남대교에서 신탄진 나들목까지이며 실시시간은 평일과 동일하였다.
- 2008년 9월 3일 : 기흥 이설 나들목 완전 개통 및 기흥 나들목 부산방향 진입로와 서울방향 진출로 폐쇄[137]
- 2008년 10월 1일 : 평일 버스전용차로 제도가 전면 실시되기 시작했다. 평일 전용차로는 오산 나들목에서 한남대교남단까지이며 실시시각은 7시부터 21시까지로 변경 (2시간 감소)되었다. 주말 전용차로의 실시시각은 9시부터 21시까지로 변경되었다.
- 2008년 12월 8일 : 2011년까지 북천안 나들목 신설 공사로 인해 부산광역시 금정구 구서동 ~ 서울특별시 강남구 압구정동 417.48km 구간 도로구역 변경[138]
- 2009년 2월 11일 : 2012년까지 영동 ~ 옥천 구간 왕복 6차로 확장 공사로 인해 충청북도 영동군 용산면 한곡리 ~ 부상리 7.067km 구간 도로구역 변경[139]
- 2009년 3월 10일 : 영동 나들목 ~ 청성 7.1km 구간 왕복 6차로 확장 공사 착공[140]
- 2009년 10월 29일 : 동탄 분기점 개통
- 2009년 12월 29일 : 칠곡물류 나들목 개통[141], 2012년 12월까지 동김천 나들목 신설 공사로 인해 경상북도 김천시 남면 초곡리 ~ 농소면 신촌리 구간 도로구역 변경[142]
- 2010년 4월 13일 : 청성 ~ 동이 구간 선형개량공사가 준공됨에 따라 기존 옥천군 동이면 금암리 ~ 청성면 조천리 12.03km 구간 폐지[143]
- 2010년 9월 1일 : 천안 나들목 ~ 양재 나들목 구간 제한속도를 최고 110km/h, 최저 50km/h 로 지정[144][145]
- 2010년 12월 28일 : 도로명주소에 구서 나들목부터 한남대교까지 423.2km 구간을 경부고속도로로 고시[146]
- 2011년 1월 1일 : 신탄진 나들목에서 한남대교까지 주말 버스전용차로 실시시간이 기존 9시부터 21시까지에서 평일과 동일한 7시에서 21시까지로 변경 (2시간 증가)되었다. 또한 설날·추석 연휴 기간 및 그 전날의 경우 실시시간이 7시부터 익일 새벽 1시까지로 연장되었다.
- 2011년 5월 26일 : 디자인서울 정책 일환으로 서울 요금소의 간판이 서울서체 간판으로 변경[147]
- 2011년 일자 미상 : 기흥 이설 나들목이 기흥동탄 나들목으로, 판교 임시 나들목이 대왕판교 나들목으로 변경 및 대왕판교 나들목이 정식 나들목으로 전환
- 2011년 8월 25일 : 언양휴게소 (부산방향) 폐쇄, 구 통도사 나들목 부지에 통도사휴게소 신설 개장
- 2011년 10월 31일 : 판교 분기점 ~ 양재 나들목 7.5km 구간 왕복 10차로 확장 공사 착공[148]
- 2011년 12월 27일 : 통도사휴게소 내에 통도사 하이패스 나들목 부산방향 진입로 개통[149]
- 2011년 12월 28일 : 영천 나들목 ~ 언양 분기점 54.8km 구간 왕복 6차로 확장 공사 및 봉계 나들목 착공
- 2012년 1월 4일 : 안성휴게소 확장 공사를 위해 경기도 안성시 원곡면 반제리 170m 구간 도로구역 변경[150]
- 2012년 4월 16일 : 2016년까지 언양 ~ 영천 구간 왕복 6차로 확장 공사로 인해 울산광역시 울주군 언양읍 동부리 ~ 경상북도 영천시 본촌동 55.03km 구간 도로구역 변경[151]
- 2012년 9월 25일 : 동김천 나들목, 북천안 나들목 개통[152]
- 2013년 7월 15일 : 양재대로12길로의 진출로 (일명 신양재 나들목) 개통
- 2014년 10월 10일 : 2015년 12월까지 영동 ~ 옥천 구간 왕복 6차로 확장 공사로 인해 충청북도 영동군 용산면 한곡리 ~ 부상리 7.067km 구간 도로구역 변경[153]
- 2014년 11월 11일 : 2016년까지 통도사휴게소 확장 및 통도사 하이패스 나들목 설치를 위해 경상남도 양산시 동면 사송리 ~ 하북면 순지리 869m 구간 도로구역 변경[154]
- 2014년 12월 1일 : 청원 나들목이 남청주 나들목으로, 청원 분기점이 청주 분기점으로, 청원휴게소가 청주휴게소로 변경
- 2015년 1월 1일 : 수원 나들목이 수원신갈 나들목으로 변경
- 2015년 3월 27일 : 국토교통부고시로 기점을 '부산광역시 금정구 구성동', 종점을 '서울특별시 서초구 양재동'으로 명시[155]
- 2015년 7월 : 성남 분기점 부산방향 연결 협약 체결[156]
- 2015년 7월 30일 : 판교 분기점 ~ 양재 나들목 7.5km 구간 왕복 10차로 조기 확장 완료[157][158]
- 2015년 9월 16일 : 영동 나들목 ~ 청성 7.1km 구간 왕복 6차로 임시 확장 개통[159][160] 및 기존 영동터널 폐도
- 2015년 10월 21일 : 2016년 12월 31일까지 오산 나들목 진입부 차로 확장 공사로 인해 경기도 용인시 기흥구 보라동 ~ 충청북도 청주시 서원구 남이면 척북리 94.8km 구간 도로구역 변경[161]
- 2015년 11월 19일 : 2016년까지 동천역 EX-허브 설치 공사로 인해 경기도 용인시 수지구 동천동, 성남시 분당구 구미동 572m 구간 도로구역 변경[162]
- 2015년 11월 25일 : 청원휴게소가 청주휴게소로 변경[163]
- 2015년 12월 : 영동 나들목 ~ 청성 7.1km 구간 왕복 6차로 확장 완료
- 2016년 1월 14일 : 2016년까지 옥산 하이패스 나들목 설치 공사로 인해 충청북도 청주시 흥덕구 옥산면 오산리 ~ 덕촌리 1.6km 구간 도로구역 결정[164]
- 2016년 3월 : 성남 분기점 부산방향 연결로 설치 공사 착공[156]
- 2016년 4월 : 성남 분기점 양방향 연결 협약 체결[156]
- 2016년 6월 8일 : 영동 ~ 옥천 구간 왕복 6차로 확장 개통에 따라 충청북도 영동군 용산면 한곡리 ~ 부상리 7.07km 구간 도로구역 변경 및 기존 4.3km 구간 폐지[165]
- 2016년 7월 20일 : 2016년 12월 31일까지 오산 나들목 진출 우회전차로 확장 공사로 인해 경기도 오산시 원동 구간 도로구역 변경[166]
- 2016년 9월 1일 : 천안 나들목 ~ 양재 나들목 구간 제한속도를 최고 110km/h, 최저 50km/h 로 지정[167]
- 2016년 9월 9일 : 통도사 하이패스 나들목 서울방향 진출로 개통[168]
- 2016년 10월 19일 : 남사 나들목 설치 공사로 인해 경기도 용인시 처인구 남사면 봉명리 ~ 평택시 진위면 은산리 2.06km 구간 도로구역 변경[169]
- 2016년 11월 : 성남 분기점 서울방향 연결로 설치 공사 착공[156]
- 2016년 12월 26일 : 옥산 나들목 서울방향 진출입로 개통[170]
- 2017년 1월 6일 : 남사 나들목 신설 사업 기간을 2019년 4월로 명시[171]
- 2017년 2월 9일 : 2018년 7월까지 성남 분기점 서울방향 연결로 설치 공사로 인해 경기도 성남시 수정구 금토동 1.3km 구간 도로구역 변경[172]
- 2017년 5월 4일 : 2017년 12월까지 판교 나들목 진출로 건설 공사로 인해 경기도 성남시 분당구 삼평동 438m 구간 도로구역 변경[173]
- 2017년 5월 16일 : 2021년까지 영동 ~ 옥천 구간 확장 공사로 인해 충청북도 옥천군 동이면 지양리 ~ 옥천읍 문정리 3.494km 구간 도로구역 변경[174]
- 2017년 5월 22일 : 2020년 6월까지 동탄2신도시 지역 직선화 공사로 인해 경기도 화성시 동탄면 방교리 ~ 영천동 4.7km 구간 도로구역 변경[175]
- 2017년 6월 14일 : 활천 나들목 개통[176]
- 2017년 6월 22일 : 옥산 나들목 부산방향 진출입로 개통[177]
- 2017년 6월 28일 : 영천 분기점 개통
- 2017년 8월 23일 : 금강휴게소 회차시설 요금소 개통[178]
- 2017년 10월 10일 : 2018년 12월 31일까지 오산 나들목 진입로 확장을 위해 경기도 용인시 기흥구 보라동 ~ 충청북도 청주시 서원구 남이면 척북리 94.8km 구간 도로구역 변경[179]
- 2017년 12월 27일 : 판교 나들목 서울방향 판교테크노밸리 방면 진출로 개통[180]
- 2017년 12월 28일 : 노포 분기점 개통
- 2018년 1월 14일 : 옥산 분기점 개통
- 2018년 7월 12일 : 금토 분기점 진출로 개통[181]
- 2018년 12월 12일: 영천 나들목 ~ 언양 분기점 55.03km 구간 왕복 6차로 확장 개통[182] 및 서울산 나들목 ~ 영천 나들목 구간 통행료 인상[183]
- 2018년 12월 27일 : 금토 분기점 진입로 개통[184]
- 2019년 1월 3일 : 2020년 12월까지 기흥 나들목 개량을 위해 경기도 용인시 기흥구 공세동 2.18km 구간 도로구역 변경[185]
- 2019년 1월 28일 : 기흥 ~ 판교 구간 확장공사 당시 기흥동탄 나들목의 동탄진입 램프구간이 누락되어 경기도 화성시 동탄면 영천리 ~ 성남시 분당구 판교동 20.9km 구간 도로구역 변경[186]
- 2019년 9월 3일 : 2020년까지 기흥동탄 나들목 진입연결로 설치공사를 위해 경기도 화성시 동탄면 영천리 ~ 성남시 분당구 판교동 20.9km 구간 도로구역 변경[187]
- 2019년 9월 25일 : 2019년 12월 31일까지 옥천졸음쉼터 서울방향 시설개량을 위해 충청북도 옥천군 군북면 증약리 600m 구간 도로구역 변경[188]
- 2019년 9월 28일 : 기흥동탄 나들목 동탄방향 진입연결램프(경기도 화성시 석우동) 220m 구간 개통[189]
- 2019년 11월 26일 : 천안휴게소가 천안호두휴게소로, 입장휴게소가 입장거봉포도휴게소로 변경[190]
- 2019년 12월 : 부산 요금소에 다차로 하이패스 시스템 도입
- 2019년 12월 27일 : 서울 요금소에 서울방향 다차로 하이패스 시스템 도입[191]
- 2019년 12월 30일 : 서울 요금소에 부산방향 다차로 하이패스 시스템 도입[191]
- 2020년 12월 11일 : 서울주 분기점 개통
- 2021년 5월 18일 : 2025년 12월 31일까지 회덕 나들목 설치공사를 위해 대전광역시 대덕구 신대동 800m 구간 도로구역 변경[192]
- 2021년 12월 1일 : 북구미 나들목 개통[193]
- 2022년 4월 20일 : 회덕 나들목 착공[194]
- 2022년 3월 31일 : 칠곡 분기점, 상매 분기점 개통
- 2022년 6월 3일 : 남사진위 나들목 개통[195]
- 2022년 12월 23일 : 동이 ~ 옥천 나들목 3.49 km 구간 6차로 확장 개통[196]
- 2023년 3월 24일: 동탄 분기점 ~ 기흥동탄 나들목 터널(서울방향) 개통[197][198]
- 2024년 3월 28일: 기흥동탄 나들목 ~ 동탄 분기점 터널(부산방향) 개통

## 같이 보기
- 경부고속도로